# Гедгаудас Вітаутас Іонович
Вітаутас Іонович Гедгаудас (лит. Vytautas Gedgaudas, нар. 24 травня 1948, Плунге) — радянський футболіст, що грав на позиції півзахисника та захисника. По завершенні ігрової кар'єри — литовський футбольний тренер.
Виступав, зокрема, за клуби «Жальгіріс», у якому зіграв понад 80 матчів у першій та другій лігах СРСР. Під час військової служби грав також у команді СК «Луцьк». За час тренерської кар'єри керував діями клубу «Атлантас».

## Клубна кар'єра
Вітаутас Гедгаудас розпочав свою футбольну кар'єру виступами за вільнюський «Жальгіріс» у першій лізі СРСР в 1970 році. У 1972 році Гедгаудасу прийшов час служити у лавах Радянської Армії, службу проходив у армійському клубі СК «Луцьк». Разом із ним за луцький армійський клуб грали ще два футболісти з Литви — Шендеріс Гіршовічюс та Гедімінас Пабяржіс. Після демобілізації з армії повернувся до «Жальгіріса», у складі якого виступав до 1980 року, після чого завершив кар'єру футболіста. Виступав також у складі збірної Литовської РСР на Спартакіаді народів СРСР 1979 року, на якому команда Литви зайняла 6 місце.

## Кар'єра тренера
Вітаутас Гедгаудас розпочав тренерську кар'єру у 1986 році, ставши головним тренером клубу «Атлантас» із Клайпеди. який виступав на той час у першій лізі СРСР. Проте йому не вдалось втримати команду в першій лізі, і, пропрацювавши в клубі 3 роки, він пішов у відставку. Уже після відновлення незалежності Литви він знову став головним тренером клайпедського клубу, який на той час виступав під назвою «Арас». У 1995—1996 році Гедгаудас працював на посаді президента «Атлантаса», а в 1998 році він кілька місяців знову був головним тренером клайпедського клубу.